# Bernardo Fernandes da Silva
Bernardo Fernandes da Silva, detto Bernardo (San Paolo del Brasile, 20 aprile 1965), è un ex calciatore brasiliano, di ruolo centrocampista.

## Caratteristiche tecniche
Giocava come centrocampista, più precisamente come mediano. Aveva una buona tecnica e una spiccata personalità.

## Carriera

### Club
Cresciuto nel settore giovanile del Marília, squadra di rilevanza secondaria nel panorama calcistico paulista, si mise in evidenza nel campionato statale del 1985, attirando su di sé le attenzioni del San Paolo. Con la nuova maglia debuttò in massima serie nazionale nel 1986, il 30 agosto contro il Coritiba allo Stadio Couto Pereira. La prima rete arrivò il 4 settembre contro il Ceará. Al termine del torneo, il San Paolo si laureò campione, e Bernardo giocò da titolare entrambe le partite della finale contro il Guarani, andando a segno al nono minuto della gara di ritorno. L'anno successivo vinse il campionato Paulista, fatto che si ripeté nel 1989, mentre nel 1991 ottenne il secondo titolo nazionale, ancora una volta presenziando in finale sia all'andata che al ritorno. Nel 1991 arrivò l'offerta della compagine tedesca del Bayern Monaco: Bernardo vi si trasferì, debuttando il 3 agosto contro il Werder Brema, subentrando a Christian Ziege. L'esperienza del brasiliano in Baviera fu altresì breve, e in totale le presenze furono cinque: quattro in Bundesliga e una in Coppa dei Campioni. Nel gennaio 1992 fu ceduto all'Internacional, mentre nel marzo dello stesso anno andò al Santos. Ancora una volta Bernardo fu contattato per trasferirsi a giocare all'estero: fu difatti l'América di Città del Messico a offrirgli un contratto. Con la compagine mesoamericana il centrocampista totalizzò trentatré presenze in prima divisione nazionale, segnando quattro volte. Tornato in patria, vestì la maglia del Vasco da Gama, con cui vinse il Torneo Rio-San Paolo, e nel 1995 fu ceduto al Corinthians. Con la compagine dalla divisa bianca e nera visse una buona annata, conquistando nello stesso anno campionato statale e coppa nazionale. Nel settembre 1995 ebbe una breve parentesi giapponese, giocando per il Cerezo Osaka la J. League e segnando quattro reti. Si ritirò poi nel 1997 giocando con l'Atlético Paranaense.

### Nazionale
Debuttò in Nazionale durante la gestione Lazaroni, il 12 aprile 1989 contro il Paraguay a Teresina. Giocò poi le amichevoli del 24 maggio contro il Perù e dell'8 giugno contro il Portogallo. Prese parte al Torneo di Danimarca di giugno, scendendo in campo contro Svezia e Danimarca, giocando l'ultima partita proprio contro tale Nazionale il 18 giugno. Il 22 giugno giocò un'amichevole non ufficiale contro il Milan.

## Palmarès

### Club

#### Competizioni nazionali
- Campionato brasiliano: 2

San Paolo: 1986, 1991
- Campionato paulista: 3

San Paolo: 1987, 1989
Corinthians: 1995
- Torneo Rio-San Paolo: 1

Vasco da Gama: 1993
- Coppa del Brasile: 1

Corinthians: 1995

### Individuale
- Bola de Prata: 1

1986